# Sextus Catius Clementinus Priscillianus

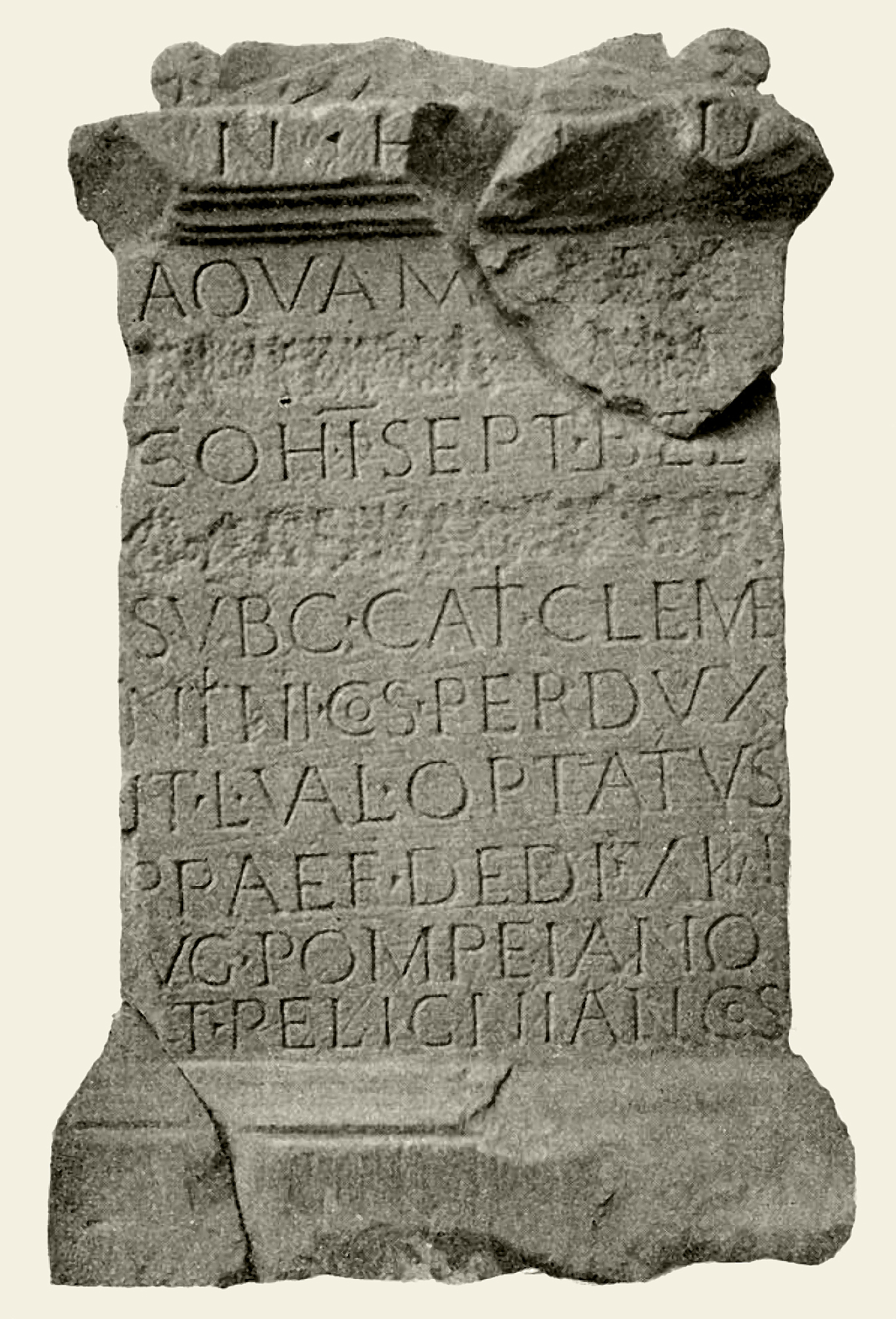
Die Inschrift aus Öhringen

Sextus Catius Clementinus Priscillianus war ein römischer Politiker und Senator des 3. Jahrhunderts n. Chr.
Als Knabe war Clementinus Teilnehmer an den Säkularspielen des Jahres 204. Durch ein Militärdiplom, das auf den 7. Januar 230 datiert ist, ist belegt, dass er 230 zusammen mit Lucius Virius Agricola ordentlicher Konsul war, ebenso durch die Inschrift auf dem Altar für Jupiter aus Wernstein am Inn. Unmittelbar nach seinem Konsulat war Clementinus Statthalter der Provinz Germania superior, wo er durch eine Inschrift aus Öhringen, die auf den 23. Juli 231 datiert ist, bezeugt ist. Weitere Inschriften belegen ihn in derselben Provinz. Er dürfte dieses Amt bis 233/234 ausgeübt haben.
Durch eine unvollständig erhaltene Inschrift ist belegt, dass er Statthalter (Legatus Augusti pro praetore) der Provinz Cappadocia war; er amtierte vermutlich von 236/237 bis 237/238 in der Provinz.